# Sheboygan Red Skins 1940-1941
La stagione 1940-41 degli Sheboygan Red Skins fu la 3ª nella NBL per la franchigia.
Gli Sheboygan Red Skins arrivarono secondi nella regular season con un record di 13-11. Nei play-off vinsero la semifinale con i Detroit Eagles (2-1), perdendo poi la finale con gli Oshkosh All-Stars (2-0).

## Roster
| N° | Naz.                   | Ruolo | Sportivo            | Anno | Alt. | Peso |
| -- | ---------------------- | ----- | ------------------- | ---- | ---- | ---- |
|    | Stati Uniti (bandiera) | G     | Dave Quabius        | 1916 | 183  | 84   |
|    | Stati Uniti (bandiera) | GA    | Otto Kolar          | 1911 | 191  | 82   |
|    | Stati Uniti (bandiera) | A     | Paul Sokody         | 1914 | 188  | 77   |
|    | Stati Uniti (bandiera) | AC    | Ed Dancker          | 1914 | 201  | 91   |
|    | Stati Uniti (bandiera) | GA    | Bill McDonald       | 1916 | 191  | 86   |
|    | Stati Uniti (bandiera) | GA    | Rube Lautenschlager | 1915 | 191  | 86   |
|    | Stati Uniti (bandiera) | AC    | George Hesik        | 1913 | 188  | 88   |
|    | Stati Uniti (bandiera) | G     | Ken Suesens         | 1916 | 185  | 79   |
|    | Stati Uniti (bandiera) | C     | Ralph Amsden        | 1917 | 193  | 91   |
|    | Stati Uniti (bandiera) | AC    | Dick Evans          | 1917 | 191  | 91   |

## Staff tecnico
- Allenatore: Frank Zummach